# Gleichverteilung auf der Stiefel-Mannigfaltigkeit
Die Gleichverteilung auf der Stiefel-Mannigfaltigkeit ist eine matrixvariate Wahrscheinlichkeitsverteilung, die von besonderem Interesse in der multivariaten Statistik ist. Dort hat man häufig mit Integralen über der orthogonalen Gruppe oder der Stiefel-Mannigfaltigkeit bezüglich eines invarianten Maßes zu tun. Zum Beispiel erscheint die Verteilung bei der Untersuchung der Funktionaldeterminante bei Transformationen mit orthogonalen respektive semiorthogonalen Matrizen. Die Gleichverteilung auf der Stiefel-Mannigfaltigkeit ist das normalisierte Haar-Maß auf der Stiefel-Mannigfaltigkeit.
Eine Zufallsmatrix, welche gleichverteilt über der Stiefel-Mannigfaltigkeit ist, ist invariant unter der zweiseitigen Wirkung des Produktes der orthogonalen Gruppen {\displaystyle O(p)\times O(n)}, das heißt {\displaystyle X\sim V_{1}XV_{2}} für {\displaystyle V_{1}\in O(p),V_{2}\in O(n)}.

## Gleichverteilung auf der Stiefel-Mannigfaltigkeit

### Einführung
Sei {\displaystyle V_{p,n}:=V_{n}(\mathbb {R} ^{p})} die Stiefel-Mannigfaltigkeit, das heißt der Raum aller orthonormalen {\displaystyle n}-Rahmen in {\displaystyle \mathbb {R} ^{p}} für {\displaystyle n\leq p}. Wir können diese Mannigfaltigkeit auch als den Matrizenraum
{\displaystyle V_{p,n}=\{X\in \mathbb {R} ^{p\times n}\colon X'X=I_{n},\;n\leq p\}}
darstellen. Die Stiefel-Mannigfaltigkeit ist homöomorph zum Quotientenraum der orthogonalen Gruppen
{\displaystyle V_{p,n}\cong O(p)/O(p-n),}
wir können beide miteinander identifizieren und im Fall {\displaystyle p=n} erhalten wir gerade die orthogonale Gruppe. Die Stiefel-Mannigfaltigkeit übernimmt die linke Gruppenwirkung
{\displaystyle X\to VX,\quad V\in O(p).}
{\displaystyle O(p-n)} ist eine kompakte abgeschlossene Lie-Untergruppe von {\displaystyle O(p)}. Nach dem Satz von Haar existiert ein Haar-Maß auf {\displaystyle O(p)}, welches wiederum ein invariantes Maß auf dem Quotientenraum {\displaystyle O(p)/O(p-n)} induziert.

### Herleitung des Haar-Maßes auf der Stiefel-Mannigfaltigkeit
Sei {\displaystyle X\in O(p)}, dann differenzieren wir {\displaystyle X'X=I_{p}} und erhalten
{\displaystyle dX'X+X'dX=0.}
Seien {\displaystyle x_{1},\dots ,x_{p}} die Spalten von {\displaystyle X=(x_{1},\dots ,x_{p})}. Das äußere Produkt der superdiagonalen Elemente liefert eine Differentialform
{\displaystyle (X'dX):=\bigwedge \limits _{1\leq i<j\leq p}x'_{i}dx_{j}=\bigwedge \limits _{1\leq i<j\leq p}(x_{1i}dx_{1j}+\cdots +x_{pi}dx_{pj}),}
welche den Grad {\displaystyle {\tfrac {1}{2}}p(p-1)} hat und somit maximal ist. Diese Differentialform ist invariant unter der linken und der rechten Gruppenwirkung der orthogonalen Gruppe. Integration der Differentialform liefert das entsprechende Haar-Maß der orthogonalen Gruppe.
Sei nun {\displaystyle X\in V_{p,n}} ein Element der Stiefel-Mannigfaltigkeit und von der Form {\displaystyle X=(x_{1},\dots ,x_{n})}. Dann wählen wir eine Matrix {\displaystyle X^{\perp }=(x_{n+1},\dots ,x_{p})\in \mathbb {R} ^{p\times (p-n)}}, so dass {\displaystyle [X\colon X^{\perp }]=(x_{1},\dots ,x_{p})\in O(p)}. Die induzierte Differentialform des invarianten Maßes auf der Stiefel-Mannigfaltigkeit ist vom maximalen Grad {\displaystyle {\tfrac {1}{2}}n(2p-n-1)} und gegeben durch
{\displaystyle (X'dX):=\bigwedge \limits _{j=1}^{p-n}\bigwedge \limits _{1=i}^{n}x'_{n+j}dx_{i}\bigwedge \limits _{1\leq i<j\leq n}x'_{j}dx_{i}.}
Die Differentialform hängt nicht von einer spezifischen Form von {\displaystyle X^{\perp }} ab und ist wieder invariant unter linker und rechter Gruppenwirkung.

### Integration des Haar-Maßes
Man kann nun zeigen, dass für das Integral des invarianten Maßes über der Stiefel-Mannigfaltigkeit folgende Rekursion
{\displaystyle \int _{V_{p,n}}(X'dX)=A_{p}\int _{V_{p-1,n-1}}(X'dX)_{-1},\qquad A_{p}:={\frac {2\pi ^{p/2}}{\Gamma ({\tfrac {1}{2}}p)}}}
gilt. Die Notation {\displaystyle (X'dX)_{-1}} steht hier einfach für das invariante Maß auf {\displaystyle V_{p-1,n-1}}.
Aus der Rekursion folgt
{\displaystyle v(p,n):=\int _{V_{p,n}}(X'dX)={\frac {2^{n}\pi ^{pn/2}}{\Gamma _{n}({\tfrac {1}{2}}p)}},}
wobei {\displaystyle \Gamma _{n}} die multivariate Gammafunktion ist.

### Gleichverteilung auf der Stiefel-Mannigfaltigkeit
Die Gleichverteilung ist das eindeutige Haar-Wahrscheinlichkeitsmaß
{\displaystyle [dX]={\frac {1}{v(p,n)}}(X'dX),}
wobei
{\displaystyle (X'dX)=\bigwedge \limits _{j=1}^{p-n}\bigwedge \limits _{1=i}^{n}x'_{n+j}dx_{i}\bigwedge \limits _{1\leq i<j\leq n}x'_{j}dx_{i}}
ist und die Normalisierungskonstante
{\displaystyle v(p,n)={\frac {2^{n}\pi ^{pn/2}}{\Gamma _{n}({\tfrac {1}{2}}p)}}}.